# Petra Lux
Petra Lux  (* 1956 in Hermsdorf) ist eine deutsche Bürgerrechtlerin, Journalistin, Romanautorin, Taichi- und Qigong-Lehrerin.

## Leben
Petra Lux wuchs in einer katholischen Familie auf und studierte von 1976 bis 1980 Journalistik an der KMU Leipzig. Als Journalistin sah sie in der DDR keine Möglichkeit, ihre Ideale umzusetzen, daher engagierte sie sich als Jugendklubhausleiterin des „Jörgen Schmidtchen“ in Leipzig-Schönefeld für Jugendliche, organisierte Veranstaltungen mit unangepassten Künstlern wie Franz Fühmann und Wolfgang Hilbig und Liedermachern mit kritischen Texten, gründete das erste Frauenzentrum in einem staatlichen Kulturhaus der DDR und organisierte, ebenfalls als erste Kultureinrichtung des Landes, Tanzabende für gleichgeschlechtliche Paare. Daraufhin wurde sie 1983 fristlos entlassen.
In ihren Wohnräumen und der Werkstatt ihres Mannes fanden daraufhin Gesprächskreise und illegale Konzerte mit Künstlern statt, die sich kritisch mit der SED-Diktatur auseinandersetzten u. a. mit Peter Gläser, Radjo Monk, Jürgen B. Wolff, Joachim Schäfer und Dieter Kalka. Ihr privates Fotolabor stellte sie zur Herstellung von kritischen Materialien zur Verfügung.
Am 3. Oktober 1989 trat Petra Lux dem Neuen Forum bei und war unter anderem dessen Sprecherin. Sie war Mitunterzeichnerin des Aufrufes des Neuen Forums vom 12. Oktober 1989 (mit Michael Arnold, Edgar Dusger, Jochen Läßig, Dirk Grötsch und Martin Kind): „Wir fordern sofort, jetzt und hier, den öffentlichen, gleichberechtigten Dialog...“.
1990/91 arbeitete sie als Journalistin für Frauenfragen bei der DAZ (Die andere Zeitung) und danach wieder als freie Autorin für Print- und Funkmedien sowie für das Leipziger Dokumentar- und Kurzfilmfestival.
Kurz vor der Wende war sie mit asiatischen Bewegungs- und Therapiearten in Kontakt gekommen, lernte u. a. bei Bert Hellinger Familienstellen und machte eine Ausbildung als Taichi-Lehrerin. Seit 1995 gibt sie eigene Kurse in Taichi, Qigong, Reiki, Familienstellen und Vorträge über Runen in ihrem YINYANG-Zentrum in Leipzig.

## Werke
- Die Zeit der Schmetterlinge. Eine unendliche Biografie. Roman. Vega Verlag, 2005, ISBN 3-9808919-8-4.
- mit Erica Fischer: Ohne uns ist kein Staat zu machen. DDR-Frauen nach der Wende. Kiepenheuer & Witsch, 1990, ISBN 3-462-02057-9.